# 路易十五王冠

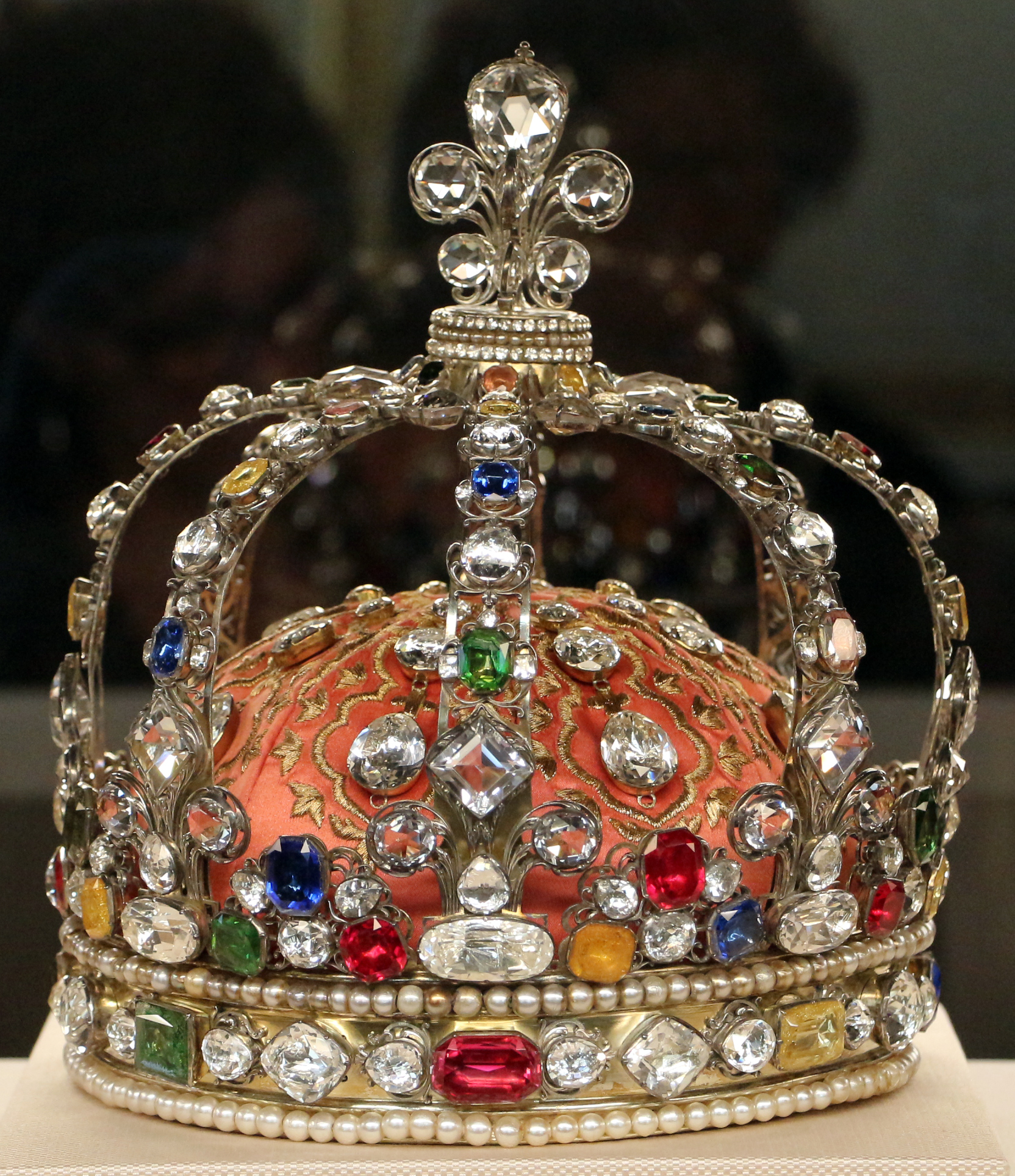

路易十五王冠，是法王路易十五世的私人王冠。该王冠也是法国旧王朝仅存的王室王冠。1722年，路易十五用镀金白银制造了这顶王冠用于自己的加冕典礼，最初王冠上还镶嵌有摄政王钻石，（因此鑽石原本的擁有者為當時的摄政王奧爾良公爵因此得名）但在1729年被取下。王冠高24厘米，直径22厘米。共使用了282颗钻石、237颗珍珠和64颗彩色宝石。自1852年起，该王冠一直被收藏在卢浮宫内。